# استنتون (دلاویر)
استنتون (به انگلیسی: Stanton) یک منطقهٔ مسکونی در ایالات متحده آمریکا است که در دلاویر واقع شده‌است. استنتون ۶٫۱ متر بالاتر از سطح دریا واقع شده‌است.